# Raise Data Recovery
Raise Data Recovery – програмне забезпечення, призначене для відновлення втраченої інформації з файлових систем Windows, Linux та macOS (таких як NTFS, FAT, ExFAT, APFS, HFS+, Ext2, Ext3, Ex4, RaiserFS, JFS, XFS, UFS, UFS2, тощо). Методи відновлення даних обираються автоматично, згідно з особливостями кожної операційної системи. Програми дозволяють відновити дані з таких носіїв, як жорсткий диск персонального комп'ютера чи ноутбука, зовнішні USB накопичувачі, включно з картами пам'яті, флеш-накопичувачами, зовнішніми жорсткими дисками, а також дисковий масив RAID. 

## Файлові системи
- Операційна система Windows: FAT/FAT32, ExFAT, NTFS, ReFS;

- Операційна система macOS: APFS, HFS+, ExFAT;

- Операційна система Linux: Ext2, Ext3, Ext4, UFS, UFS2, ReiserFS, XFS, JFS.

Включно з системами для дискових масивів RAID: 
- Динамічні диски Windows;
- Програмні RAID-масиви на базі Linux;
- Мережеві системи зберігання даних NAS.

## Системні вимоги
- Windows XP Service Pack 3 / Windows XP / Windows Vista / Windows 7 / Windows 8 / Windows 8.1 / Windows 10 / Windows 11;
- Apple macOS версія 10.15 та новіші;
- Debian Linux 6.0 (або сумісні) і вище;
- 32-бітний / 64-бітний процесор.

## Технічні обмеження
При форматуванні накопичувачів SSD або при видаленні з них файлів, спрацьовує вбудована в них функція TRIM, що стирає дані та готує накопичувач до запису нової інформації. Цю функцію ввімкнено за замовчування і вона необхідна для прискорення запису даних, але її робота веде до безповоротної втрати даних. В цьому випадку програмне відновлення даних буде неможливим.
Також програма не зможе відновити дані, які стерто спеціальними програмами для стирання даних.

## Редакції
Поточна версія програми:
- Комерційна Raise Data Recovery версія 6
- Безкоштовна Raise Data Recovery версія 6 для України

Попередня версія програми:
- Raise Data Recovery for Ext2/Ext3/Ext4 5.19.1
- Raise Data Recovery for FAT 5.19.1
- Raise Data Recovery for HFS+ 5.19.1
- Raise Data Recovery for JFS 5.19.1
- Raise Data Recovery for NTFS 5.19.1
- Raise Data Recovery for ReiserFS 5.19.1
- Raise Data Recovery for UFS/UFS2 5.19.1
- Raise Data Recovery for XFS 5.19.1

## Див. Також
- Відновлення даних
- UFS Explorer